# Kapadocja (serial telewizyjny)
Kapadocja (hiszp. Capadocia lub pełna nazwa Capadocia: Un Lugar sin Perdón, 2008–2012) – meksykański serial kryminalny nadawany przez stację HBO Latino od 2 marca 2008. Serial został wyprodukowany przez Argos Producciones. Zdjęcia do serialu kręcono w Meksyku. 
Serial trzykrotnie został nominowany do międzynarodowej Emmy.

## Opis fabuły
Serial opowiada o kilku kobietach przebywających z różnych powodów w więzieniu w Meksyku. Poddawane są tam różnym eksperymentom.

## Obsada
- Ana de la Reguera jako Lorena Guerra
- Aída López jako Ana Moreno
- Alejandro Camacho jako José Burian
- Dolores Heredia jako Teresa
- Héctor Arredondo jako Patrick
- Juan Manuel Bernal jako Federico
- Rodrigo de la Rosa jako Daniel
- Marco Treviño jako Santiago Marín
- Dolores Paradis jako Andrea Marín
- Óscar Olivares jako Antonia
- Cecilia Suárez jako 'La Bambi'
- Cristina Umaña jako Consuelo Ospino

## Wersja polska
Wersja polska: na zlecenie HBO – SDI Media Polska

Tekst: Patrycja Nowicka

Czytał: Jacek Brzostyński

## Spis odcinków
| Premiera odcinka | N/o | Polski tytuł             | Hiszpański tytuł                                |
| ---------------- | --- | ------------------------ | ----------------------------------------------- |
|                  |     |                          |                                                 |
| SERIA PIERWSZA   |     |                          |                                                 |
|                  |     |                          |                                                 |
| 17.03.2011       | 01  | Genesis                  | Génesis                                         |
|                  |     |                          |                                                 |
| 24.03.2011       | 02  | Exodus                   | Éxodo                                           |
|                  |     |                          |                                                 |
| 31.03.2011       | 03  | Poświęcenie              | El sacrificio                                   |
|                  |     |                          |                                                 |
| 07.04.2011       | 04  | Mater Dolorosa           | Mater Dolorosa                                  |
|                  |     |                          |                                                 |
| 14.04.2011       | 05  | Syn marnotrawny          | El hijo pródigo                                 |
|                  |     |                          |                                                 |
| 21.04.2011       | 06  | Upadły anioł             | El ángel caído                                  |
|                  |     |                          |                                                 |
| 28.04.2011       | 07  | Grzech główny            | Pecado capital                                  |
|                  |     |                          |                                                 |
| 05.05.2011       | 08  | Kara za niewinność       | Justos por pecadores                            |
|                  |     |                          |                                                 |
| 12.05.2011       | 09  | Miłosierny samarytanin   | El buen samaritano                              |
|                  |     |                          |                                                 |
| 19.05.2011       | 10  | Maria Magdalena          | María Magdalena                                 |
|                  |     |                          |                                                 |
| 26.05.2011       | 11  | Wybrana                  | La elegida                                      |
|                  |     |                          |                                                 |
| 02.06.2011       | 12  | Wybacz nam nasze grzechy | Perdona nuestras ofensas                        |
|                  |     |                          |                                                 |
| 09.06.2011       | 13  | Raj utracony             | Paraíso perdido                                 |
|                  |     |                          |                                                 |
| SERIA DRUGA      |     |                          |                                                 |
|                  |     |                          |                                                 |
| 16.02.2012       | 14  | Co Bóg złączy            | Lo Que Une Dios                                 |
|                  |     |                          |                                                 |
|                  | 15  |                          | Cordero De Dios                                 |
|                  |     |                          |                                                 |
|                  | 16  |                          | Aparta De Mí Éste Cáliz                         |
|                  |     |                          |                                                 |
|                  | 17  |                          | El Ojo De Dios                                  |
|                  |     |                          |                                                 |
|                  | 18  |                          | Amad a Vuestros Enemigos                        |
|                  |     |                          |                                                 |
|                  | 19  |                          | Bienaventurados Los Inocentes                   |
|                  |     |                          |                                                 |
|                  | 20  |                          | Señor, ¿Por qué me has abandonado?              |
|                  |     |                          |                                                 |
|                  | 21  |                          | Expiación                                       |
|                  |     |                          |                                                 |
|                  | 22  |                          | La Mujer De Lot                                 |
|                  |     |                          |                                                 |
|                  | 23  |                          | La Sal De La Tierra                             |
|                  |     |                          |                                                 |
|                  | 24  |                          | Y Resucitó Al Tercer Día                        |
|                  |     |                          |                                                 |
|                  | 25  |                          | La Tercera Parte Del Mar Se Convirtió En Sangre |
|                  |     |                          |                                                 |
|                  | 26  |                          | Y LLorarán Su Muerte Todas Las Naciones         |
|                  |     |                          |                                                 |